# Nymphaea alba

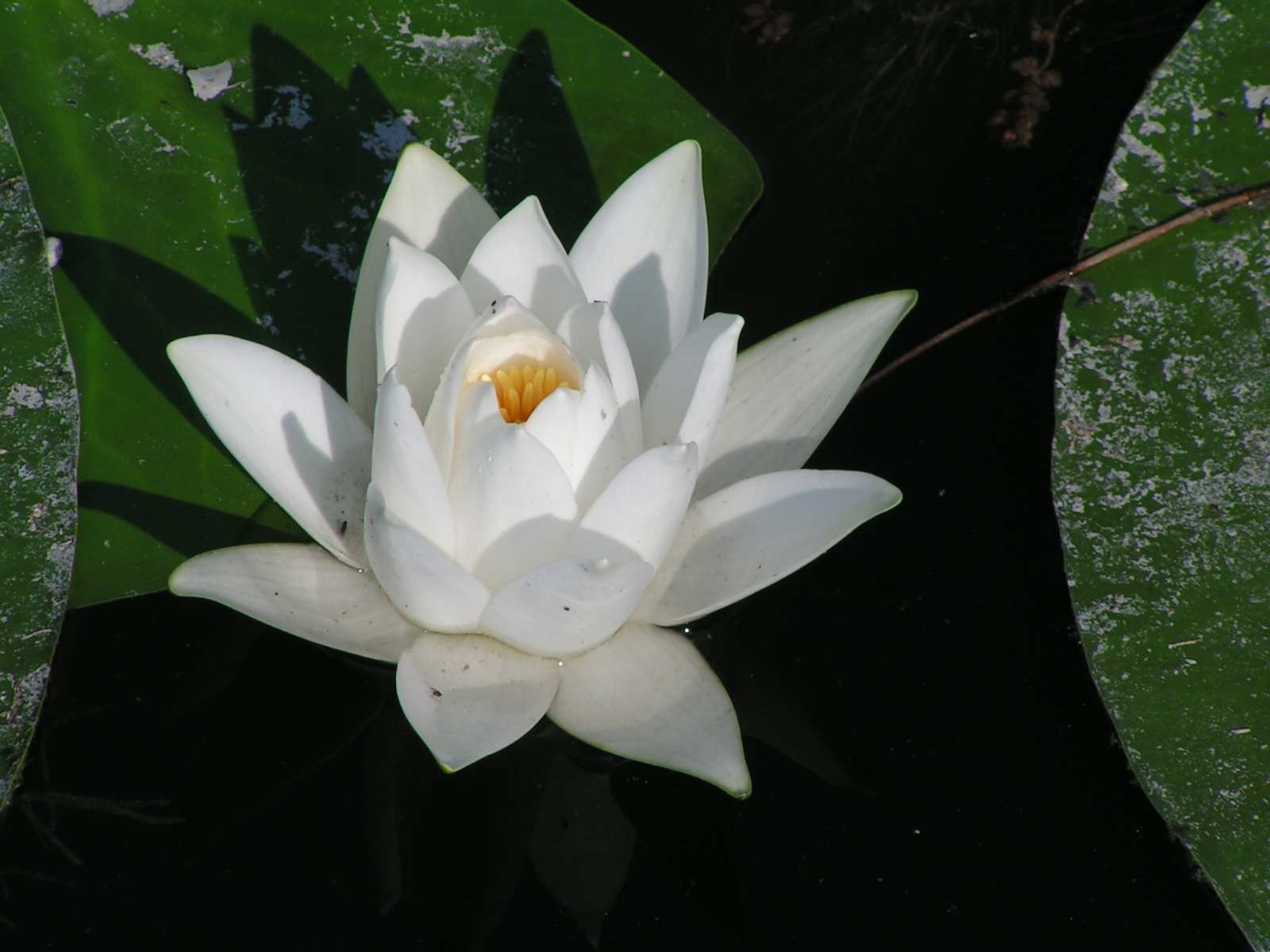
Súng trắng châu Âu ở Romania 2005

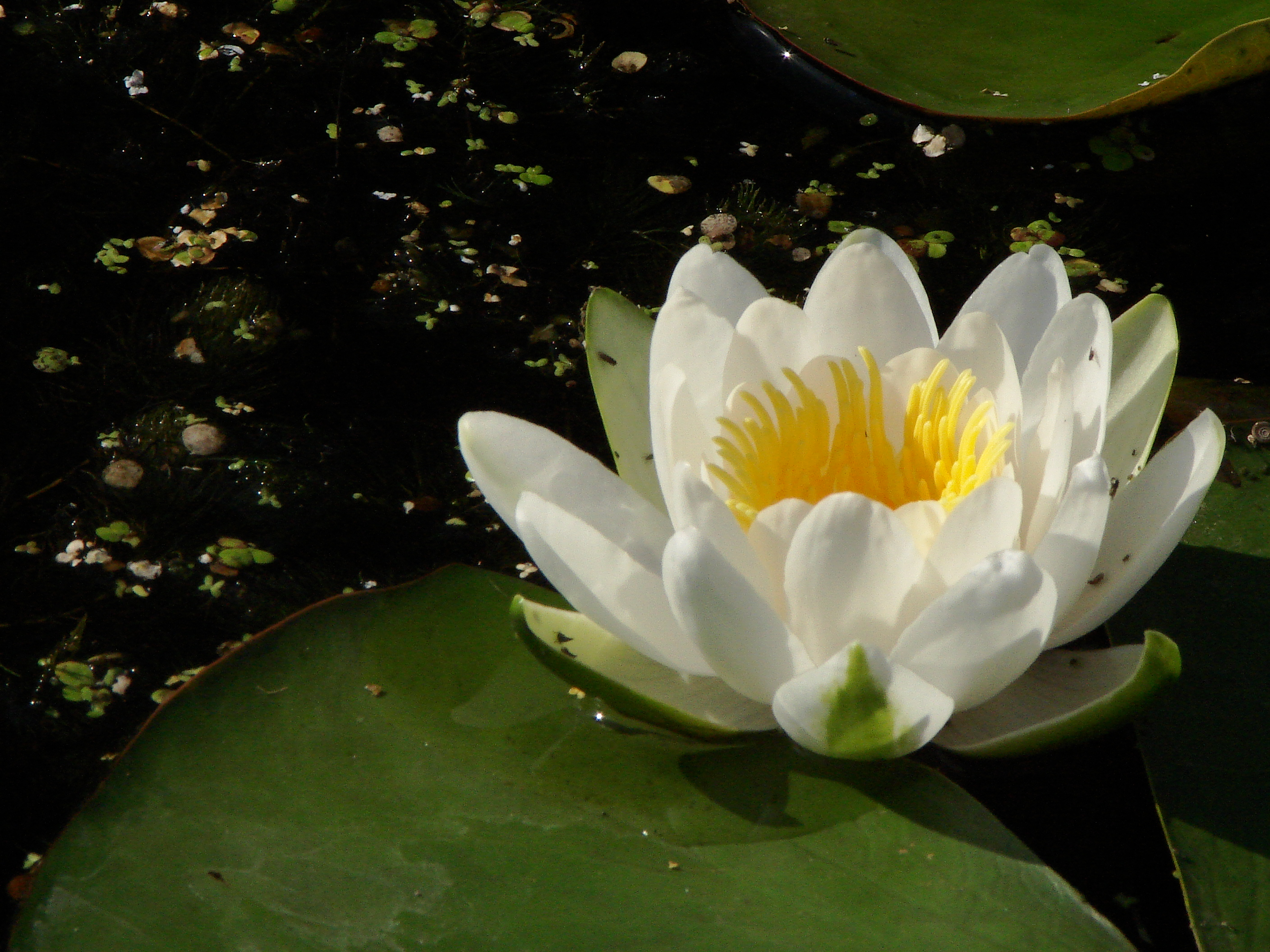
Nymphaea alba tại cửa sông Zala, Hungary

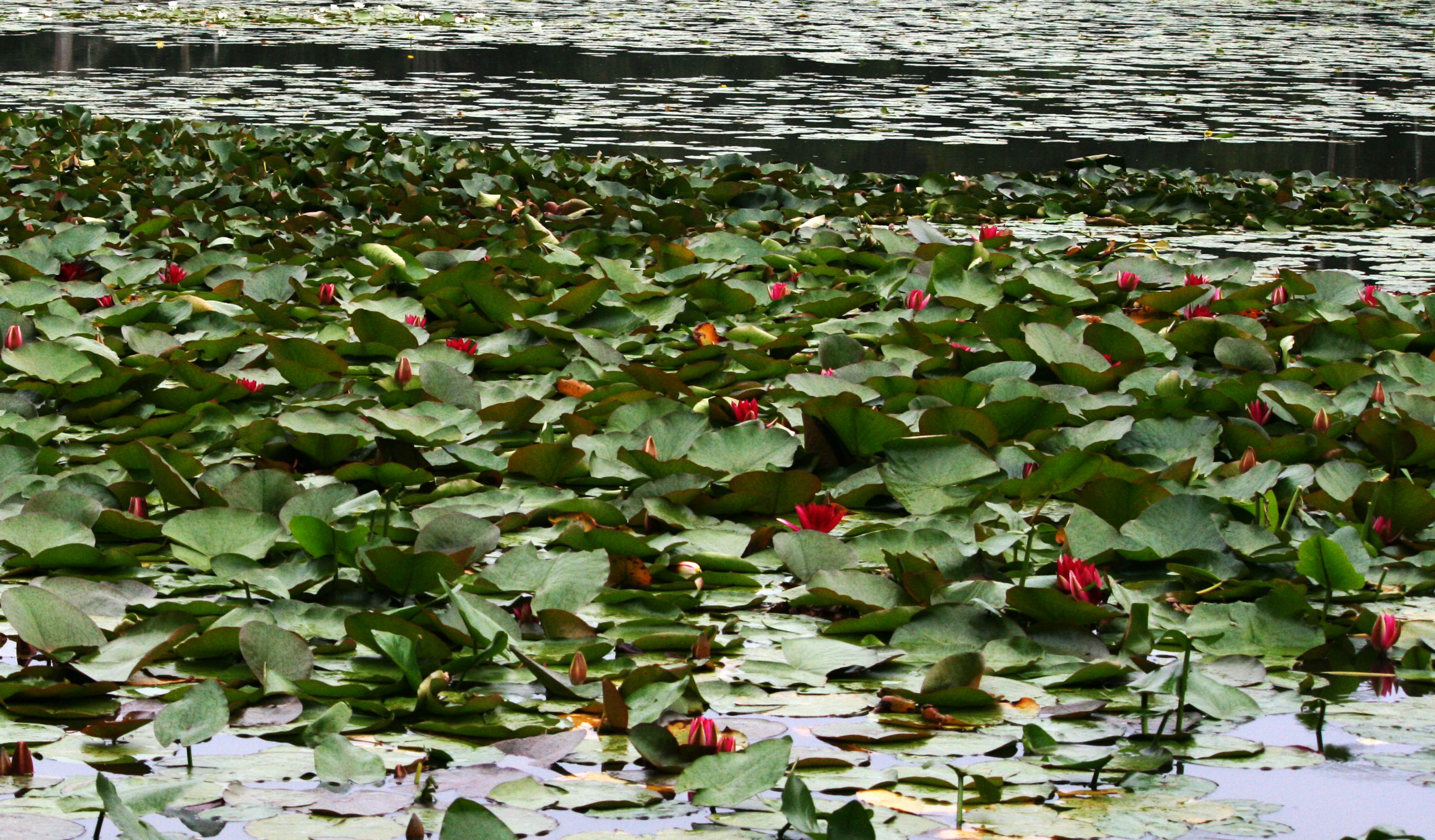
Hoa đỏ, chụp ở Thụy Điển

Nymphaea alba, Súng trắng châu Âu (danh pháp hai phần: Nymphaea alba) là một loài hoa súng trong họ Nymphaeaceae.

## Mô tả
Loài súng này phát triển trong nước sâu 30–150 cm và ưa thích ao lớn và hồ. Lá có thể có đường kính lên đến 30 cm và có thể chiếm 150 cm mỗi cây. Hoa có màu trắng và có nhiều nhị hoa nhỏ bên trong. Loài súng này được tìm thấy trên khắp châu Âu và các khu vực Bắc Phi và Trung Đông tại các nơi có nước ngọt.